# Гладынюк, Григорий Пантелеймонович
Григорий Пантлеймонович Гладынюк (22 (10) января 1833 года, Базалия, Российская империя — 7 августа 1911 года, Пятигорск) — киевский купец и меценат.

## Биография
Григорий Гладынюк родился в крестьянской семье в местечке Базалия Староконстантиновского района Волынской губернии. После отмены крепостного права он переехал в Киев, где устроился подсобным рабочим в гостиницу «Европейская». Впоследствии Гладынюк стал работать на кухне, а в 1871 году переведён на должность старшего повара. Обзаведясь за шесть лет работы некоторым капиталом, Гладынюк начал задумываться об открытии своего дела. В 1878 году он стал арендатором трёхэтажного здания гостиницы «Большая национальная» на углу Крещатика и Бессарабской площади, принадлежавшего купчихе Христине Семёновне Марр. Григорий Пантелеевич занялся реорганизацией гостиницы, открыл хороший ресторан, наладил сервис. Вскоре он стал преуспевающим предпринимателем, высоко подняв своё положение в обществе.
В 1883 году Гладынюк приобрел большой участок земли на углу Фундуклеевской и Ново-Елизаветинской улиц, на котором выстроил трёхэтажное здание для гостиницы. Через некоторое время гостиница Гладынюка стала считаться первоклассной. Сравнительно низкая цена (от одного до шести рублей в сутки) за постой и хороший сервис сделали гостиницу популярной среди гостей Киева.
Григорий Гладынюк помимо гостиничного бизнеса также занимался торговлей недвижимостью. Также определённый доход давали его имения в Волынской губернии.
Григорий Пантелеевич значительную сумму из своих доходов регулярно выделял на различную благотворительность. Так, в 1898 году он купил у владельца Базалийского имения графа Ледоховского участок земли, на котором построил участковую больницу. Шестьдесят тысяч рублей Гладынюк выделил на постройку и оборудование в Киеве детского приюта-ясель для младенцев, покинутых родителями. С 1899 года он являлся пожизненным почетным членом Попечительства о слепых, выделял средства на поддержку Киевского благотворительного общества, Общества скорой помощи, Вольного пожарного общества и прочим организациям.
7 августа 1911 года Григорий Гладынюк умер от грудной жабы, находясь на лечении в Пятигорске. Его тело было перевезено в Киев и захоронено на Байковом кладбище. В 1915 году постановлением городской думы на могиле Гладынюка были установлены часовня и памятник из голубого мрамора, но в конце шестидесятых годов двадцатого века всё это исчезло, по свидетельству историка Квитницкого-Рыжова в 1967 году на этом месте был захоронен поэт Павел Тычина.